# قانون تابعیت نروژ
قانون تابعیت نروژ (انگلیسی: Norwegian nationality law) بر مبنای اصل خون می‌باشد. به‌طور کلی، شهروندی نروژ از طریق متولد شدن از والدین نروژی یا به وسیله اعطای تابعیت واگذار می‌شود.

## تابعیت دوگانه
نروژ از روز ۱ ژانویه ۲۰۲۰، تابعیت دوگانه را مجاز قلمداد می‌کند. یک شهروند نروژ که شهروندی کشور دیگری را به دست آورد، شهروندی نروژی را از دست نخواهد داد.